# Le Projet Tor
Le Projet Tor, Inc. (The Tor Project, Inc.) est une organisation à but non lucratif de recherche et d'enseignement 501(c)(3) basée à Winchester dans le New Hampshire. Il est fondé par sept informaticiens dont Roger Dingledine, Nick Mathewson. Le Projet Tor est principalement responsable de la maintenance du réseau d'anonymisation Tor et de certains logiciels utilisant ce réseau.

## Histoire
Le Projet Tor a été fondé en décembre 2006 par les informaticiens Roger Dingledine, Nick Mathewson et cinq autres. L'Electronic Frontier Foundation (EFF) a agi en tant que sponsor financier du projet Tor au cours de ses premières années. Les premiers soutiens financiers du Projet Tor comprenaient aussi le Bureau International de Radiodiffusion des États-Unis, Internews, Human Rights Watch, l'Université de Cambridge, Google et NLnet basé au Pays-Bas,,,,,.
En octobre 2014, le Projet Tor a fait appel à la société de relations publiques Thomson Communications afin d'améliorer son image publique (notamment concernant les termes « Dark Net » et « services cachés ») et de pouvoir sensibiliser les journalistes aux aspects techniques de Tor.
En mai 2015, le Projet Tor a mis fin au service Tor Cloud,.
En décembre 2015, le projet Tor a annoncé avoir embauché Shari Steele, ancienne directrice exécutive de l'Electronic Frontier Foundation, en tant que nouvelle directrice exécutive. Roger Dingledine, qui occupait le poste de directeur exécutif par intérim depuis mai 2015, est resté au sein du Projet Tor en tant que directeur et membre du conseil d'administration,,. Plus tard dans le même mois, le projet Tor a annoncé que l'Open Technology Fund parrainerait un programme de bug bounty (prime aux bogues) coordonné par HackerOne,. Le programme était initialement prévu sur invitation uniquement et se concentrait sur la recherche de vulnérabilités spécifiques aux applications du projet Tor.
Le 25 mai 2016, Jacob Appelbaum, employé du projet Tor, a démissionné de son poste,,; cela a été annoncé le 2 juin dans une déclaration de deux lignes par Tor. Dans les jours qui ont suivi, des accusations de violences sexuelles ont été rendues publiques par plusieurs personnes.
Le 13 juillet 2016, l'ensemble du conseil d'administration du projet Tor (Meredith Hoban Dunn, Ian Goldberg, Julius Mittenzwei, Rabbi Rob Thomas, Wendy Seltzer, Roger Dingledine et Nick Mathewson) a été remplacé par Matt Blaze, Cindy Cohn, Gabriella Coleman, Linus Nordberg, Megan Price et Bruce Schneier,,. Une nouvelle politique visant à lutter contre le harcèlement a été approuvée par le nouveau conseil d'administration et en parallèle, une nouvelle politique sur les conflits d'intérêts, des procédures de dépôt de plaintes ainsi qu'un processus interne d'examen des plaintes,. L'affaire continue de faire polémique, avec des divergences considérables au sein de la communauté de Tor.
En 2020, en raison de la pandémie de COVID-19, l'équipe principale du Projet Tor a licencié 13 employés, gardant alors un effectif de 22 personnes.

## Financement
À partir de 2012, 80% des deux millions de dollars américain du budget annuel du Projet Tor venait du gouvernement américain, avec le Département d'État des États-Unis, le Broadcasting Board of Governors, ainsi que la Fondation nationale pour la science en tant que contributeurs majeurs, "pour aider les défenseurs de la démocraties dans les états autoritaires". Le gouvernement Suédois et d'autres organisations fournissaient les 20% restant, y compris des ONG et des milliers de donateurs individuels,. Roger Dingledine a dit que fonds du Département de la Défense des États-Unis s'apparentent davantage à une subvention pour la recherche plutôt qu'un contrat d'acquisition. Le directeur exécutif de Tor, Andrew Lewman, a dit en allant dans le même sens que même s'il accepte des fonds du gouvernement américain, Tor ne collabore pas avec la NSA pour révéler l'identité des utilisateurs.
En juin 2016, le Projet Tor a reçu un prix du programme de Soutiens à l'Open Source (MOSS) de Mozilla. Le prix visait à "améliorer considérablement l'infrastructure du réseau Tor afin que les performances et que la stabilité du réseau puissent être surveillées et que des améliorations puissent être apportées le cas échéant".

## Reconnaissance
En mars 2011, le Projet Tor a reçu le prix 2010 de la Free Software Foundation pour les projets d'intérêt social. La citation disait : « Grâce à un logiciel libre, Tor a permis à environ 36 millions de personnes dans le monde de bénéficier de la liberté d'accès et d'expression sur Internet tout en les gardant maîtres de leur vie privée et de leur anonymat. Son réseau s'est avéré essentiel dans les mouvements dissidents de l'Iran et plus récemment de l'Égypte ».
En septembre 2012, le projet Tor a reçu le prix EFF Pioneer Award 2012, aux côtés de Jérémie Zimmermann et Andrew Huang.
En novembre 2012, le magazine Foreign Policy a nommé Dingledine, Mathewson et Syverson parmi ses 100 meilleurs penseurs mondiaux « pour avoir rendu le Web sûr pour les lanceurs d'alerte ».
En 2014, Roger Dingledine, Nick Mathewson et Paul Syverson ont reçu le USENIX Test of Time Award pour leur article intitulé « Tor : The Second-Generation Onion Router », publié dans les actes du 13e USENIX Security Symposium en août 2004.

## Sources et références
1. 1 2  « Tor Project Form 990 2019 », Tor Project, 8 juillet 2021 (consulté le 6 août 2021)
2. ↑  Tor Project, « Tor Project Mission Statement », sur Tor Project (consulté le 11 janvier 2023)
3. ↑  steph N/A, « Announcing Tor's Next Executive Director: Isabela Bagueros », sur TorProject, Tor Project Blog, 23 avril 2018 (consulté le 26 décembre 2018)
4. ↑  « The Tor Social Contract | Tor Project », blog.torproject.org (consulté le 2 février 2023)
5. ↑  « Tor Project: People », The Tor Project, Inc. (consulté le 7 juillet 2021)
6. ↑  « Tor Project Form 990 2008 », Tor Project, 2009 (consulté le 30 août 2014)
7. ↑  « Tor Project Form 990 2007 », Tor Project, 2008 (consulté le 30 août 2014)
8. ↑  « Tor Project Form 990 2009 », Tor Project, 2010 (consulté le 30 août 2014)
9. 1 2  « Tor: Sponsors », Tor Project (consulté le 11 décembre 2010)
10. ↑  « The NLnet Foundation funds two projects », Torproject blog, 6 juin 2008
11. ↑  (en) Brian Krebs, « Attacks Prompt Update for 'Tor' Anonymity Network », Washington Post,‎ 8 août 2007 (lire en ligne).
12. ↑  « Can Tor solve its PR problem? », The Daily Dot, 26 mars 2015 (consulté le 19 avril 2015)
13. ↑  "Tor Cloud"
14. ↑  karsten, « Tor Cloud Service Ending; Many Ways Remain to Help Users Access an Uncensored Internet », 8 mai 2015
15. ↑  (en-US) « Tor Hires a New Leader to Help It Combat the War on Privacy », Wired,‎ 21 décembre 2015 (lire en ligne, consulté le 29 avril 2016).
16. ↑  « Shari Steele named executive director of the Tor Project », SC Magazine, 11 décembre 2015 (consulté le 29 avril 2016)
17. ↑  « Roger Dingledine Becomes Interim Executive Director of the Tor Project | The Tor Blog », blog.torproject.org (consulté le 29 avril 2016)
18. 1 2  Cox, « The Tor Project Is Starting a Bug Bounty Program », Motherboard, Vice Media LLC, 29 décembre 2015 (consulté le 14 février 2016)
19. ↑  Conditt, « Tor plans to launch a bug bounty program », Engadget, AOL Inc., 31 décembre 2015 (consulté le 14 février 2016)
20. ↑  ssteele, « Jacob Appelbaum leaves the Tor Project », The Tor Project, Inc., 2 juin 2016 (consulté le 4 juin 2016)
21. ↑  (en) Jack IV Smith, « Jacob Appelbaum, Digital Rights Activist, Leaves Tor Amid Sexual Misconduct Allegations », Tech.Mic,‎ 4 juin 2016 (lire en ligne, consulté le 5 juin 2016).
22. 1 2  Steele, « Statement », The Tor Project, Inc., 4 juin 2016 (consulté le 5 juin 2016)
23. ↑  Cimpanu, Catalin, « Jacob Appelbaum Leaves Tor Project amid Multiple "Sexual Misconduct" Accusations: Tor Project leadership distances itself from Applebaum as the "sexual misconduct" accusations gain more ground », Softpedia, 6 juin 2016 (consulté le 5 juin 2016)
24. ↑  Perlroth, « Tor Project, a Digital Privacy Group, Reboots With New Board », The New York Times, 13 juillet 2016 (consulté le 14 juillet 2016)
25. ↑  Farivar, « In wake of Appelbaum fiasco, Tor Project shakes up board of directors », arstechnica.com, Ars Technica, 13 juillet 2016 (consulté le 14 juillet 2016)
26. ↑  "Tor Project installs new board of directors after Jacob Appelbaum controversy", Colin Lecher, July 13, 2016, The Verge
27. ↑  Stelle, Shari, « Statement », The Tor Project, Inc., 27 juillet 2016 (consulté le 27 juillet 2016)
28. ↑  Farivar, Cyrus, « Tor inquiry: "Many people" reported being "humiliated" by Appelbaum: Going forward, group will now have a new anti-harassment policy, among other changes », Ars Technica, 27 juillet 2016 (consulté le 27 juillet 2016)
29. ↑  Bernstein, Joseph, « video Tech Dissent And Distrust In Tor Community Following Jacob Appelbaum's Ouster: In the aftermath of the explosive allegations against its most famous advocate, and under new leadership, the Tor Project struggles to move on », BuzzFeedNews, 23 août 2016 (consulté le 24 août 2016)
30. ↑  « COVID-19's impact on Tor | Tor Blog », blog.torproject.org (consulté le 20 avril 2020)
31. ↑  McKim, « Privacy software, criminal use » [archive du 12 mars 2012], The Boston Globe, 8 mars 2012
32. ↑  (en) J. Appelbaum, A. Gibson, J. Goetz, V. Kabisch et L. Kampf auteur6=L. Ryge, « NSA targets the privacy-conscious », Panorama,‎ 3 juillet 2014 (lire en ligne, consulté le 4 juillet 2014).
33. ↑  (en) Geoffrey A. Fowler, « Tor: an anonymous, and controversial, way to web-surf », The Wall Street Journal,‎ 17 décembre 2012 (lire en ligne, consulté le 19 mai 2013).
34. ↑  (en) Brian Fung, « The feds pay for 60 percent of Tor's development. Can users trust it? », The Switch,‎ 6 septembre 2013 (lire en ligne, consulté le 6 février 2014).
35. ↑  https://blog.mozilla.org/blog/2016/06/22/mozilla-awards-385000-to-open-source-projects-as-part-of-moss-mission-partners-program The Mozilla Blog.
36. ↑  « 2010 Free Software Awards announced », Free Software Foundation (consulté le 23 mars 2011)
37. ↑  « EFF Pioneer Awards 2012 », Electronic Frontier Foundation, 20 septembre 2012 (consulté le 17 août 2015)
38. ↑  Wittmeyer, « The FP Top 100 Global Thinkers » [archive du 30 novembre 2012], Foreign Policy, 26 novembre 2012 (consulté le 28 novembre 2012)
39. ↑  « USENIX Test of Time Awards », USENIX, 4 septembre 2013 (consulté le 29 août 2015)